# Castelo de Hugstein

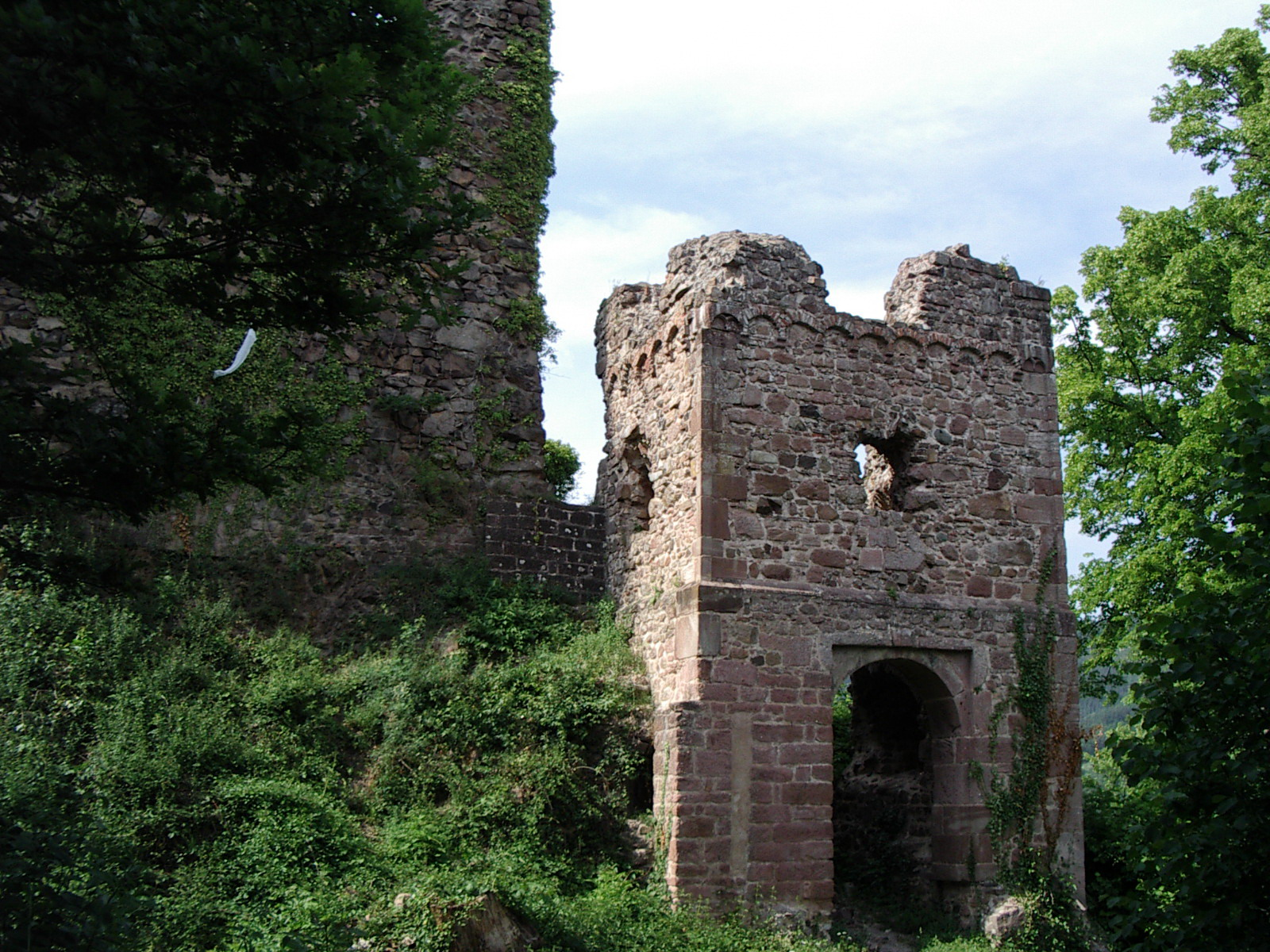
Castelo de Hugstein, França: portão de acesso.

O Castelo de Hugstein (em francês, Château du Hugstein), também denominado localmente de Château fort du Hugstein, localiza-se na Comuna de Buhl, no departamento do Alto Reno, na região Alsácia, na França.
Atualmente em ruínas, o castelo ergue-se na cota de 389 metros acima do nível do mar, em posição dominante sobre a vila e o vale de Lauch, à entrada do vale de Murbach, no limite comunal de Buhl e de Guebwiller, próximo à fronteira com a Alemanha.

## História
O castelo remonta às primeiras décadas do século XIII, erguido a partir de 1227 por Hugo (Hugues) de Rothenbourg, príncipe-abade da Abadia de Murbach (1216-1236), com a finalidade estratégica de defender a abadia e, secundariamente, a via de acesso ao vale do Florival e ao importante burgo de Guebwiller. Hugo von Rothenbourg foi feito príncipe do Sacro Império Romano-Germânico pelo imperador Frederico II de Hohenstaufen. O castelo representa, assim, a ascensão de uma nova linhagem de abades, não apenas religiosos mas também senhores feudais.
A primeira etapa construtiva do castelo estaria concluída no início do século XIV, uma vez que, em 1313, o abade Conrad Wiedergrun de Stauffenberg consagrou a capela à Santa Cruz e a São Bento.
Posteriormente, durante o século XV, o abade Barthélémy d'Andlau (1447-1476), um humanista, promoveu obras de modernização no conjunto, fazendo erigir uma torre-porta ornada com um friso, acedida por uma ponte levadiça. No total, duas novas torres foram acrescentadas ao sistema defensivo do castelo, apesar de sua função ser residencial. Georges de Masevaux continuou as obras de modernização, mas faleceu em 1542, mergulhando o castelo em uma disputa sucessória entre Henri de Jestetten e seu primo Rodolphe Stoer de Stoerenbourg, abade de Honcourt e capitular de Murbach. Este último obteve, finalmente, ganho de causa, mas o castelo sofreu com essa decisão. Em 1598, o castelo foi atingido por um raio durante uma tempestade, sofrendo danos em sua estrutura.
As suas dependências foram utilizadas como prisão no início do século XVII, particularmente para os luteranos ou ainda para mulheres acusadas de Bruxaria, sendo que algumas teriam sido queimadas na frente do castelo.
Abandonado mais tarde, serviu como refúgio para pobres e sem-abrigo, antes de ter as suas pedras removidas para reutilização pela população local. De propriedade do poder público, encontra-se protegido desde 1898, classificado como Monumento Histórico (MH). Encontra-se inventariado desde 1965, sob a referência geral IA00054791, pelo Service régional de l'inventaire Alsace.

## Características
O conjunto defensivo é constituído por uma muralha em cantaria de pedra, habilmente arredondada nos ângulos para dar a impressão, aos atacantes, de que o castelo era equipado com fortes torres cilíndricas. A pedra com a qual o castelo foi edificado foi retirada do fosso que o cerca.
A torre de menagem apresenta planta no formato cilíndrico, com 10 metros de diâmetro. Relativamente rara na Alsácia, a sua parte superior desapareceu na época em que o castelo foi utilizado como pedreira.
O corpo principal, apalaçado, devia contar originalmente com dois ou três pavimentos, o que dava ao edifício certo esplendor.
A pedra-chave da abóbada da capela do castelo, com cordeiro pascal, pode ser vista atualmente no museu do Florival, em Guebwiller.

## A lenda do demônio no Castelo de Hugstein
Uma lenda local sobre as ruínas do castelo é digna de nota. Ela narra que os seus últimos proprietários foram dois irmãos, ambos terríveis cavaleiros-assaltantes. Os habitantes da região viviam em constante sobressalto, com medo desses homens, sobre os quais se afirmava que teriam vendido os seus corpos e almas ao próprio demônio. Afirmava-se que uma noite, em um grande banquete, estes dois cavaleiros haviam feito os juramentos solenes, e desde então, o espírito do mal passara a recompensar os seus feitos, próximos ou distantes, com grande sucesso, aguardando o momento de se apossar da dupla.
Certo dia, disfarçado de mercador, o demônio veio ao vale vizinho ao castelo com uma pequena carroça cheia de valiosas mercadorias. Os dois irmãos, tendo notícia da chegada do inocente viajante em sua fortaleza, atacaram-no, roubando-lhe o cavalo e as mercadorias, encerrando o demônio disfarçado em um calabouço. O demônio ficou radiante com o sucesso de seu plano e, apenas ao anoitecer, quando um servo trouxe-lhe um pedaço de pão e uma caneca de água, desagradou-se de tão frugal refeição. Ordenou, então ao servo que informasse os seus senhores de que tal proceder o deixara muito melancólico, e que a solidão de sua prisão não o agradava, uma vez que ele estava acostumado a viver em sociedade. Desejava, portanto, saber se estes nobres cavalheiros bondosamente o permitiriam visitá-los após o jantar.
Os dois cavaleiros, que acabavam de gozar os luxos de uma bem-servida mesa, gargalharam ao tomar conhecimento do singular pleito do seu prisioneiro. Encontrando-se em um momento de ótimo humor, os cavaleiros acederam a esta estranha petição, e ordenaram que o prisioneiro fosse trazido à sua presença. O demônio mostrou-se um convidado muito interessante, e divertiu os seus anfitriões com malabarismos e truques maravilhosos.
Quando a meia-noite soou no relógio da torre, o malabarista propôs executar um truque extraordinário, que coroaria tudo o que ele já havia exibido. Os dois cavaleiros, embriagados, apenas olhavam de suas cadeiras de espaldar alto.
O demônio levou a sua mão ao colete, e retirou uma pequena garrafa, que colocou sobre a mesa. Murmurou então algumas palavras e, num instante, a mesa partiu-se em mil pedaços, o teto caiu, e as paredes tremeram. Numa alta gargalhada, o espírito do mal prendeu os dois cavaleiros-assaltantes enfeitiçados, fugindo com eles pelo ar. No alvorecer do dia seguinte, o Castelo de Hugstein encontrava-se em ruínas.